# Oude Havenpolder
De Oude Havenpolder of Zoetwaterpolder is een polder ten noordwesten van Oostburg, behorend tot de Oranjepolders.
Het betrof een smalle vaargeul die nog tussen de Veerhoekpolder en de Groote Henricuspolder was overgebleven. De geul begon reeds omstreeks 1500 te verzanden. In 1679 werd ze afgedamd en vormt sindsdien een polder van 18 ha, die zich evenwijdig aan -en ten noorden van- de Zuidzandsestraat en Oude Haven bevindt.